# Observatoire marin de la Réunion
L'Observatoire marin de La Réunion (OMAR) est une association loi de 1901 réunionnaise créée par des passionnés du milieu marin fin 2004.

## Description
L'Observatoire Marin de La Réunion est une structure associative fondée le 24 novembre 2004 par Michaël Rard (actuellement président de la structure, responsable scientifique, biologiste marin et formateur en environnement), François Hallot (informaticien et pharmacien de formation) et Marie-Pierre Falquet (à ce moment-là, diplômée en Master de biologie des organismes).
Depuis la création de la structure, plus de 2 200 personnes ont adhéré à l'OMAR, soit 200 à 500 chaque année, dont certains renouvellent régulièrement leur cotisation d'une année sur l'autre.

## Objectifs
Les objectifs et buts de l'OMAR sont :
- Études scientifiques du milieu marin de La Réunion, sur le terrain avec les adhérents de la structure, ou grâce à des remontées d'informations et d'observations réalisées par le public.
- Sensibilisation auprès du public, par les adhérents uniquement, notamment des animateurs diplômés et des stagiaires.
- Formations techniques, professionnelles ou adaptées aux demandes.
- Plateforme d'informations et de validation des informations pour les médias.

Les données récoltées sont traitées pour ensuite y être analysées et valorisées au mieux, au travers des scientifiques de la structure ou d'encadrement de stages de recherche.

## Actions principales de l'association

### Actions de recherche
Les recherches s'axent autour de l'étude de la biodiversité marine, des écosystèmes et des problèmes de pollution de l'océan.
Chaque année, environ 1 000 heures de sorties sont réalisées en mer, sur le littoral, dans le récif ou au large, de jour comme de nuit.
Il s'agit de procéder au recensement des espèces (listing de la biodiversité des espèces rencontrées, localisation, abondance) et à leur suivi (trajets et apnées des cétacés, évolution des comportements, évolution des abondances et de la distribution de la biodiversité marine autour de la Réunion, trajet de macro-déchets au large, veille sur les échouages, suivi de la ponte des coraux, suivi des attaques de requins). Les méthodes utilisées ne s'appuient pas sur des protocoles suffisamment rigoureux pour être utilisés à postériori.
Plusieurs programmes de recherche animent les actions de l'Observatoire Marin de La Réunion :
- Programme Vigie Mer[2] sur le recensement participatif des espèces marines à La Réunion;
- Programme Sillage pêche[4] sur l'étude de l'exploitation des ressources marines par la pêche de plaisance;
- Programme IRAR[5] sur le suivi et la compréhension sur les attaques de requins [6]à La Réunion;
- Programme Céta Run sur les dauphins et les baleines de La Réunion;
- Programme Megaptera[7] sur les baleines à bosse recensées à La Réunion;
- Programme Baies des dauphins[8] sur l'identification des dauphins rencontrés dans les baies réunionnaises;
- Programme Stop Déchets 974 sur la cartographie des macro-déchets en mer et sur le littoral;
- Programme Océan en 365 jours sur les rythmes circulatoires des espèces migratrices marines et les liens trophiques interspécifiques.

### Actions de protection du milieu marin et sensibilisation du public
Plusieurs actions de sensibilisation sont réalisées, principalement centrées sur les bonnes attitudes à avoir vis-à-vis des espèces protégées (poissons, tortues, oiseaux, mammifères marins) ou comment approcher les cétacés en mer (au travers d'une charte).
Elles se font au travers de différents outils :
- Un site internet donnant des  informations générales sur le fonctionnement du milieu marin, des photos et des vidéos en ligne, des liens.
- La participation des adhérents de l'OMAR à la découverte et aux études du milieu marin.
- L'observation de la faune marine, encadrée par un biologiste marin de l'OMAR.
- Mise à disposition de fiches de recensement et de protocoles de collecte de déchets.

L'association participe également au réseau échouage national (poissons et tortues pris dans les filets, jeunes pétrels en cours de noyade, mammifères marins blessés), en aidant à leur localisation, en intervenant lors d'échouages d'animaux déjà morts ou en aidant aux prélèvements pour le réseau échouage.
À côté de ça, l'association organise des actions dans les écoles ou lors de stages scolaires . Elle propose également des formations professionnelles.

### Partenariat avec les acteurs politiques et associatifs locaux et internationaux
L'association mène des actions communes avec d'autres associations (inscription au réseau GRANDDIR). Cependant de manière générale les actions menées par l'association semblent déconnectées des organismes officiels qui y travaillent .

## Publications
Chaque étude fait l'objet de rapports, comptes-rendus, notes de synthèses de résultats ou de nouvelles présentations. Voici quelques références bibliographiques d'illustration, dont certaines sont disponibles en ligne sur le site de référence de l'Observatoire Marin de La Réunion :
- Barbier A. et M. Rard 2009. Programme « Megaptera » d’après les observations de baleines à bosse en 2008 à l’île de La Réunion. Résumé d’études. Observatoire Marin de La Réunion. 1 p.
- Rard M. et A. Menou. 2011. Bilan sur les activités nautiques de loisirs à l’île de La Réunion. Rapport d’études Observatoire Marin de La Réunion. 80 p.
- Rard M. 2012. Biodiversité et variabilité mensuelle des dauphins aux abords de l’île de La Réunion entre 2001 et 2009. Résumé d’études. Observatoire Marin de La Réunion. 1 p.
- Rard M. 2013. Liste IRAR – Requins et des Attaques de Requins à La Réunion – Mise à jour au 27 octobre 2013). Résumé d’études. Observatoire Marin de La Réunion. 24 p.
- Rard M. 2014. Distances de perception animale et potentiel agrégatif des DCP à La Réunion. Journal Mers et Sciences - Observatoire Marin de La Réunion edit. 7 p.
- Rard M. 2014. Les récifs coralliens de La Réunion. Fiche de présentation du guide Mer et Ports 2015. Observatoire Marin de La Réunion. 1 p.